# بوریکووو
بوریکووو (به بلغاری: Borikovo) روستایی در بلغارستان است که در استان اسمولیان واقع شده‌است. بوریکووو ۴۶ نفر جمعیت دارد.